# Craspedorrhynchus dilatatus
Craspedorrhynchus dilatatus är en insektsart som först beskrevs av Rudow 1869.  Craspedorrhynchus dilatatus ingår i släktet Craspedorrhynchus, och familjen fjäderlöss. Arten är reproducerande i Sverige.